# Lijst van olympische medaillewinnaars wielersport (BMX)
De discipline BMX binnen de olympische sport wielersport wordt sinds de editie van 2008 beoefend op de Olympische Spelen. Deze pagina geeft de lijst van olympische medaillewinnaars in deze discipline.

## Mannen

### BMX freestyle
| Editie | Goud | Goud            | Zilver | Zilver        | Brons | Brons            |
| ------ | ---- | --------------- | ------ | ------------- | ----- | ---------------- |
| 2020   | AUS  | Logan Martin    | VEN    | Daniel Dhers  | GBR   | Declan Brooks    |
| 2024   | ARG  | José Torres Gil | GBR    | Kieran Reilly | FRA   | Anthony Jeanjean |

| Land | Goud | Zilver | Brons |
| ---- | ---- | ------ | ----- |
| ARG  | 1    | 0      | 0     |
| AUS  | 1    | 0      | 0     |
| GBR  | 0    | 1      | 1     |
| VEN  | 0    | 1      | 0     |
| FRA  | 0    | 0      | 1     |

### BMX race
| Editie | Goud | Goud             | Zilver | Zilver           | Brons | Brons          |
| ------ | ---- | ---------------- | ------ | ---------------- | ----- | -------------- |
| 2008   | LAT  | Māris Štrombergs | USA    | Mike Day         | USA   | Donny Robinson |
| 2012   | LAT  | Māris Štrombergs | AUS    | Sam Willoughby   | COL   | Carlos Oquendo |
| 2016   | USA  | Connor Fields    | NED    | Jelle van Gorkom | COL   | Carlos Ramírez |
| 2020   | NED  | Niek Kimmann     | GBR    | Kye Whyte        | COL   | Carlos Ramírez |
| 2024   | FRA  | Joris Daudet     | FRA    | Sylvain André    | FRA   | Romain Mahieu  |

| Land | Goud | Zilver | Brons |
| ---- | ---- | ------ | ----- |
| LAT  | 2    | 0      | 0     |
| FRA  | 1    | 1      | 1     |
| USA  | 1    | 1      | 1     |
| NED  | 1    | 1      | 0     |
| AUS  | 0    | 1      | 0     |
| GBR  | 0    | 1      | 0     |
| COL  | 0    | 0      | 3     |

Meervoudige medaillewinnaars
| Succesvolste           | Meervoudige          |
| ---------------------- | -------------------- |
| 2-0-0 Māris Štrombergs | 0-0-2 Carlos Ramírez |

## Vrouwen

### BMX freestyle
| Editie | Goud | Goud                  | Zilver | Zilver         | Brons | Brons           |
| ------ | ---- | --------------------- | ------ | -------------- | ----- | --------------- |
| 2020   | GBR  | Charlotte Worthington | USA    | Hannah Roberts | SUI   | Nikita Ducarroz |
| 2024   | CHN  | Deng Yawen            | USA    | Perris Benegas | AUS   | Natalya Diehm   |

| Land | Goud | Zilver | Brons |
| ---- | ---- | ------ | ----- |
| CHN  | 1    | 0      | 0     |
| GBR  | 1    | 0      | 0     |
| USA  | 0    | 2      | 0     |
| AUS  | 0    | 0      | 1     |
| SUI  | 0    | 0      | 1     |

### BMX race
| Editie | Goud | Goud                   | Zilver | Zilver                | Brons | Brons             |
| ------ | ---- | ---------------------- | ------ | --------------------- | ----- | ----------------- |
| 2008   | FRA  | Anne-Caroline Chausson | FRA    | Laëtitia Le Corguille | USA   | Jill Kintner      |
| 2012   | COL  | Mariana Pajón          | NZL    | Sarah Walker          | NED   | Laura Smulders    |
| 2016   | COL  | Mariana Pajón          | USA    | Alise Post            | VEN   | Stefany Hernandez |
| 2020   | GBR  | Bethany Shriever       | COL    | Mariana Pajón         | NED   | Merel Smulders    |
| 2024   | AUS  | Saya Sakakibara        | NED    | Manon Veenstra        | SUI   | Zoé Claessens     |

| Land | Goud | Zilver | Brons |
| ---- | ---- | ------ | ----- |
| COL  | 2    | 1      | 0     |
| FRA  | 1    | 1      | 0     |
| AUS  | 1    | 0      | 0     |
| GBR  | 1    | 0      | 0     |
| NED  | 0    | 1      | 2     |
| USA  | 0    | 1      | 1     |
| NZL  | 0    | 1      | 0     |
| SUI  | 0    | 0      | 1     |
| VEN  | 0    | 0      | 1     |

Meervoudige medaillewinnaars
| Succesvolste        | Meervoudige |
| ------------------- | ----------- |
| 2-1-0 Mariana Pajón |             |

Athene 1896 · 
Parijs 1900 · 
St. Louis 1904 · 
Londen 1908 · 
Stockholm 1912 · 
Antwerpen 1920 · 
Parijs 1924 · 
Amsterdam 1928 · 
Los Angeles 1932 · 
Berlijn 1936 · 
Londen 1948 · 
Helsinki 1952 · 
Melbourne 1956 · 
Rome 1960 · 
Tokio 1964 · 
Mexico-stad 1968 · 
München 1972 · 
Montréal 1976 · 
Moskou 1980 · 
Los Angeles 1984 · 
Seoel 1988 · 
Barcelona 1992 · 
Atlanta 1996 · 
Sydney 2000 · 
Athene 2004 · 
Peking 2008 · 
Londen 2012 · 
Rio de Janeiro 2016 ·
Tokio 2020 ·
Parijs 2024 ·
Los Angeles 2028
Medaillewinnaars: Baanwielrennen · BMX · Mountainbike · Wegwielrennen